# 무라타정
무라타정(일본어: 村田町 무라타마치[*])은 일본 미야기현 남부 시바타군의 정이다.
"미치노쿠미야기의 작은 교토" 및 창고 마을로 알려진 곳이다. 또 "스포츠랜드 SUGO"가 있어 이곳의 지명인 "스고"(SUGO)는 일본 모터 스포츠계에서는 스즈카와 함께 매우 유명하다.

## 지리
미야기현 남부에 위치하고 있으며, 면적의 70%는 완만한 구릉이 차지한다. 중심부는 동서북 세 방면이 산으로 둘러싸인 분지이며 또 시가지 동부에 강(아라카와강)이 흐르는 등 교토와 지형이 유사해 "작은 교토"로 불리는 이유 중 하나가 되고 있다.

## 역사
- 1889년 4월 1일 - 시정촌제 시행과 함께 무라타촌, 아다치촌, 고이즈미촌, 우스키촌이 합병해 무라타촌이 성립하였다.
- 1895년 10월 31일 - 정으로 승격해 무라타정이 되었다.
- 1955년 4월 20일 - 무라타정, 누마베촌, 도미오카촌 스고 지구를 합병해 현재의 무라타정이 성립하였다.
- 1960년 3월 14일 - 가와사키정의 일부를 편입하였다.

## 인구
| 연도 | 인구   | ±%     |
| ---- | ------ | ------ |
| 1950 | 16,049 | —      |
| 1960 | 15,015 | −6.4%  |
| 1970 | 13,337 | −11.2% |
| 1980 | 13,370 | +0.2%  |
| 1990 | 13,632 | +2.0%  |
| 2000 | 13,166 | −3.4%  |
| 2010 | 11,995 | −8.9%  |

## 교통

### 철도
- 동일본 여객철도 도호쿠 본선

### 도로
- 국도 4호선